# 히가시타쿠역
히가시타쿠역(일본어: 東多久駅 ひがしたくえき[*])은 일본 사가현 다쿠시에 위치한 규슈 여객철도 가라쓰 선의 철도역이다. 상대식 승강장 2면 2선의 구조를 갖춘 지상역이다.

## 이용 현황
| 승차 인원 추이 | 승차 인원 추이 |
| 연도           | 1일 평균       |
| -------------- | -------------- |
| 2000           | 257            |
| 2001           | 245            |
| 2002           | 241            |
| 2003           | 221            |
| 2004           | 211            |
| 2005           | 205            |
| 2006           | 202            |
| 2007           | 187            |
| 2008           | 207            |
| 2009           | 197            |
| 2010           | 176            |
| 2011           | 180            |

## 역 주변
- 국도 제203호선
- 나가사키 자동차도

## 역사
- 1903년 12월 14일 : 규슈 철도에 의해 베후역으로서 개업.
- 1911년 6월 1일 : 히가시타쿠역으로 개칭.
- 1987년 4월 1일 : 일본국유철도 분할 민영화에 의해, 규슈 여객철도가 승계.
- 1998년 12월 : 구 역사 해체.
- 2001년 10월 : 히가시타쿠 교류 플라자 건축.

## 인접 역
| 가라쓰 선        | 가라쓰 선   | 가라쓰 선                |
| ---------------- | ----------- | ------------------------ |
| 오기 구보타 방면 | ■ 가라쓰 선 | 나카타쿠 니시카라쓰 방면 |